# RKHV Geel-Wit
RKHV Geel-Wit was een voetbalclub uit de Noord-Hollandse stad Den Helder die uitkwam in de Diocesaan Haarlemse Voetbalbond. De club werd opgericht op 24 oktober 1920. Het tweede elftal kwam uit in de NHVB en werd ook wel WGW genoemd. De clubkleuren waren geel en wit. Op 20 januari 1931 werd de vereniging opgeheven.

## Geschiedenis
De Roomsch-Katholieke Heldersche Voetbalvereeniging Geel Wit werd opgericht op 24 oktober 1920. Het eerste elftal speelde in de competities van de Diocesaan Haarlemse Voetbalbond (DHVB). RKHV Geel-Wit debuteerde in het seizoen 1920/21 in de DHVB en werd gelijk kampioen, waardoor promotie volgde naar de Tweede Klasse van de Roomsch-Katholieke Federatie. Doch het bestuur zag hiervan af met het oog op de verre reizen, zodat Geel Wit in 1922 lid werd van de Noordhollandsche Voetbalbond (NHVB), waarin derhalve 4 seizoenen doorgebracht zijn. Het tweede en het derde elftal traden eerder al op 4 augustus 1921 toe tot de NHVB.
Het eerste seizoen in de NHVB werd de voorlaatste plaats bezet, doch het volgende seizoen was veel beter, daar als nummer 9 het seizoen beëindigd werd. In het seizoen 1924/25 was weer weinig succesvol, want GW eindigde als hekkensluiter.
In 1925 kreeg RKHV Geel-Wit van de Nederlandse Voetbalbond de opdracht de naam van de club aan te passen, omdat er met SV Geel Wit uit Haarlem al reeds een club met haast dezelfde naam aangesloten was bij dezelfde voetbalbond. Vanaf november 1925 werd de club officieel aangeduid als WGW (Wit-Geel-Wit).
Onder leiding van trainer Joseph William Julian werd door WGW in het seizoen 1925/26 de Eerste Klasse van de NHVB gewonnen. In april 1926 werden Van Amersfoort en Bouma in het Noordhollands elftal van de NHVB opgenomen. Na promoties speelde WGW vanaf 1926 voor twee seizoenen in de landelijke afdelingen van de NVB, maar degradeerde in 1928 weer naar de NHVB.
Op 19 september 1929 werd de club opgeheven. De vereniging werd op 9 september 1930 weer opgericht onder de naam Wit Geel Wit (WGW), maar werd eveneens niet veel later op 20 januari 1931 opgeheven.

## Competitieresultaten 1921–1930
| 1 |

| xx |

| 8 1B |

| 3 1B |

| 7 1C |

| 1 1C |

| 6 4A |

| 7 4A |

| 4 1A |

| xx |

| Eerste klasse DHVB | Vierde klasse | Eerste klasse NHVB |

In elke staaf van de grafiek staat van boven naar beneden vermeld: 
- Eindnotering

Dit is de positie die de club heeft bereikt in de competitie, zonder eventuele beslissings-, play-off- of nacompetitiewedstrijden die nodig zijn geweest om bijvoorbeeld de kampioen van de competitie te bepalen.
Indien een * achter het getal staat is de notering een tussenstand en kan het zijn dat de notering niet overeenkomt met de uiteindelijke eindstand van de competitie.
Staat er een - dan is het seizoen nog bezig en is er geen definitieve uitslag bekend.
Staat er xx op de positie van de notering, dan heeft de club vroegtijdig de competitie verlaten. Dit kan onder andere komen door terugtrekking van het team, faillissement van de club of door een uitgedeelde straf van de KNVB. In veel gevallen staat elders in het artikel de reden vermeld.
Staat er een ? dan is het resultaat uit het verleden onbekend, en is alleen de competitie of het niveau bekend van dat seizoen.
In de seizoenen 2019/20 en 2020/21 werd wegens de coronacrisis het amateurvoetbal afgebroken. Daardoor kennen deze staven geen eindklassering (middels -- weergegeven).
- Competitieniveau en afdelingsletter of Officiële eindstand Eredivisie
  - Competitieniveau en afdelingsletter

Hierbij geeft het getal het niveau weer, dat ook terug te vinden is in de legenda. De letter is de afdelingsaanduiding en wordt gebruikt wanneer er meer afdelingen zijn op hetzelfde niveau. De afdelingsletter is altijd een hoofdletter en wordt meestal zonder nummer gebruikt.
Voorbeeld: 2F is niveau 2e klasse competitie F.
Het competitieniveau en nummer wordt niet vermeld wanneer er slechts één competitie van dit niveau was.
  - Officiële eindstand Eredivisie (getal staat tussen haakjes vermeld)

Sinds de introductie van play-offwedstrijden voor Europees voetbal na afloop van de reguliere competitie in 2005/06, is de KNVB verplicht een eindstand van de Eredivisie door te geven aan de UEFA aan de hand van deze play-offwedstrijden.
Bij deze eindstand staan clubs die zich hebben gekwalificeerd voor Europees voetbal hoger dan clubs die zich niet wisten te kwalificeren. Indien er geen verschil was tussen de eindnotering en de officiële eindstand, staat dit getal niet vermeld.

- Onderafdeling

Hier staat afgekort de naam van de onderafdeling indien de club in dat jaar in een onderafdeling uitkwam. Tevens staat deze afkorting in de legenda en wordt gelinkt naar het artikel over deze onderafdeling. Deze afkorting wordt alleen vermeld wanneer de club in het verleden in verschillende onderafdelingen heeft gespeeld. Deze vermelding is in de staaf altijd in kleine letters. Deze onderafdelingen zijn na het seizoen 1995/96 afgeschaft. Heeft de club in slechts één onderafdeling gespeeld, dan is dit alleen terug te vinden in de legenda.
Onder de staaf staat het jaartal vermeld waarin het seizoen is afgesloten. 15 verwijst naar het seizoen 2014/15 of eventueel het seizoen 1914/15.
Wanneer een staaf leeg is, zijn deze gegevens niet bekend. Het kan ook zijn dat de club dat seizoen niet heeft meegespeeld op het hogere amateurniveau, vroegtijdig de competitie heeft verlaten of uit de competitie is gezet.

In het seizoen 1944/45 was er wegens de Tweede Wereldoorlog geen regulier competitievoetbal.